# Prästsjön (Husby-Oppunda socken, Södermanland)
Prästsjön är en sjö i Nyköpings kommun i Södermanland och ingår i Nyköpingsåns huvudavrinningsområde. Sjön har en area på 0,407 kvadratkilometer och ligger 31,4 meter över havet.

## Delavrinningsområde
Prästsjön ingår i det delavrinningsområde (653570-155244) som SMHI kallar för Rinner till Långhalsen-Norra. Medelhöjden är 37 meter över havet och ytan är 19,36 kvadratkilometer. Det finns inga avrinningsområden uppströms utan avrinningsområdet är högsta punkten. Husbyån (Jättnaån) som avvattnar avrinningsområdet har biflödesordning 2, vilket innebär att vattnet flödar genom totalt 2 vattendrag innan det når havet efter 29 kilometer. Avrinningsområdet består mestadels av skog (31 procent), öppen mark (14 procent) och jordbruk (34 procent). Avrinningsområdet har 32,8 kvadratkilometer vattenytor vilket ger det en sjöprocent på 16,3 procent. Bebyggelsen i området täcker en yta av 2,34 kvadratkilometer eller 1 procent av avrinningsområdet.